# Torrent de Xiclatí
El torrent de Xiclatí, també conegut com a torrent Nou, de son Xerubí o des Molins és un curs d'aigua intermitent del vessant Llevant de Mallorca. Té una conca de drenatge d'uns 21 km² fet que el converteixen en el torrent més important del municipi de Son Servera.
Al seu curs mig i baix forma una àmplia zona inundable anomenada son Lluc, punt on conflueixen diversos afluents com el torrent des Gorguets. Gràcies a la impermeabilitat dels terrenys així com la superficialitat del freàtic, aquesta zona així com terrenys propers és molt rica en fonts, mines d'aigua i altres infraestructures hidràuliques.
Antigament desembocava al port Roig, a centenars de metres al nord de cala Bona, on formava una petita zona humida anomenada estany d'en Xinet, avui dia reduït a la mínima expressió arrel de la urbanització de l'entorn. Després d'uns aiguats del segle xix, el torrent es canalitzà i desvià 2 quilòmetres al nord de l'antiga desembocadura, abocant les aigües a la zona del port Nou des d'ençà; per tal d'incrementar la superfície cultivable de la zona de l'estany de'en Xinet. Tanmateix en algunes revingudes, després de desbordar, el torrent pot recuperar l'antic llit.